# TV-SAT
TV-SAT foi uma série com dois satélites (localizados na posição orbital de 19 graus de longitude oeste) que foram desenvolvidas para recepção de TV direta na Alemanha. Os satélites, assim como os satélites franceses TDF e o satélite sueco Tele-X foram baseados na satélite "Spacebus 300" da Aérospatiale e foram construídos por esta em colaboração com a MBB. Suas enormes células solares produziu três quilowatts de energia elétrica, para a época um valor muito alto, e a potência de transmissão foi de 230 watts por transponder. Para efeito de comparação: Lançado em 1988, o satélite Astra 1A, que foi construído pela RCA Astro Electronics  (atual Lockheed Martin Corporation), tinha um desempenho por transponder de "apenas" 45 watts. Tal como os outros satélites "Spacebus 300" para transmissão de TV via satélite foram projetados para uma vida útil de oito a dez anos.

## Satélites
| Satélite | Fabricante   | Data do lançamento     | Veiculo de lançamento | Estado  |
| -------- | ------------ | ---------------------- | --------------------- | ------- |
| TV-SAT 1 | Aérospatiale | 21 de novembro de 1987 | Ariane 2              | Inativo |
| TV-SAT 2 | Aérospatiale | 08 de agosto de 1989   | Ariane-44LP H10       | Inativo |